# Leptoserolis bonaerensis
Leptoserolis bonaerensis är en kräftdjursart som först beskrevs av Bastida och Torti 1967.  Leptoserolis bonaerensis ingår i släktet Leptoserolis och familjen Serolidae. Inga underarter finns listade i Catalogue of Life.